# Emna Chargui
Emna Chargui (auch Emna Charki; arabisch آمنة الشرقي, DMG Āmina aš-Šarqī; * um 1993) ist eine atheistische, religionskritische Bloggerin aus Tunesien. In ihren Texten befasst sie sich mit Freiheit und Fraueninteressen in ihrem Land. Im Juli 2020 wurde sie bekannt, als ein Gericht sie wegen angeblicher „Anstiftung zum Hass zwischen Religionen“ zu sechs Monaten Haft und umgerechnet etwa 620 Euro Geldstrafe verurteilte.

## Facebook-Posting
Am 2. Mai 2020 teilte Chargui auf ihrer Facebook-Seite ein satirisches Posting, das auch als „Coronasure“ bezeichnet wird und zuerst in Frankreich von einem Algerier veröffentlicht worden war. Das Posting ähnelte durch die Verwendung arabischer Schrift und Verzierungen einem Koranvers (Sure). Der Inhalt waren gängige Ratschläge in der COVID-19-Pandemie wie „Wasch deine Hände“, „Bleib zu Hause“ oder „Halte Abstand“.

## Reaktionen
Nach dem Posting erhielt Chargui zahlreiche Hasskommentare und Drohungen. Religiöse „Tugendwächter“, auch aus anderen islamischen Ländern, schickten ihr Hunderte Todesdrohungen und Androhungen sexueller Gewalt. Auf Anraten ihres Anwalts entfernte sie den Post zügig, wurde jedoch weiter beschimpft und bedroht. Die Staatsanwaltschaft nahm Ermittlungen auf, Chargui wurde durch ein Gericht in Tunis verurteilt. 50 Organisationen für Menschenrechte erklärten sich solidarisch mit Emna Chargui, mehr als tausend Tunesier teilten die „Coronasure“ nach dem Urteil auf ihren Facebook-Seiten mit dem Slogan #FreeEmnaChargui. Emna Chargui hat gegen das Urteil Berufung eingelegt und wurde nicht inhaftiert. Wegen der zahlreichen Bedrohungen verlässt sie wenig das Haus und wechselt mit Mutter und Schwester regelmäßig die Unterkunft. Ein Schutz durch die Polizei wird ihr nicht gewährt.
Im August 2020 ist Emna Chargui nach Deutschland emigriert. Auf ihrer Facebookseite gibt sie Berlin als Wohnort an.